# Friedrich Wilhelm Franke
Friedrich Wilhelm Franke (* 21. Juni 1862 in Barmen (heute Stadtteil von Wuppertal); † 3. April 1932 in Köln) war ein deutscher Organist.
Er wirkte als Lehrer für Orgel, Harmonielehre und Kontrapunkt am Konservatorium Köln. Unter anderem  war er Organist der Gürzenich-Konzerte in Köln und zahlreicher rheinischer Musikfeste. Seine Lebensarbeit galt den Erneuerungsbestrebungen innerhalb der evangelischen Kirchenmusik. Er hat sich Verdienste um die Wiedererweckung alt-evangelischer Kirchenmusik-Formen erworben. Zu seinen Schülern gehörten die Kirchenmusiker Pater Gregor Schwake OSB und Alfred Sittard.